# مصدر إلوهيمي
- مخطط يُظهر مؤلفي ومحرري الأسفار الخمسة (التوراة) وفقًا للفرضية الوثائقية
- J: يهوي (قرن 10–قرن 9 ق.م.)[1][2]
- E: إلوهيمي (قرن 9 ق.م.)[1]
- Dtr1: مؤرخ تثنوي في بداية (قرن 7 ق.م.)
- Dtr2: مؤرخ تثنوي في نهاية (قرن 6 ق.م.)
- P*: كهنوتي (قرن 6–قرن 5 ق.م.)[3][2]
- D†: تثنوي
- R: تنقيح
- DH: تاريخ تثنوي (أسفار يشوع والقضاة وصموئيل والملوك)

المصدر الإلوهيمي الذي يُرمز له بالرمز E هو أحد المصادر الأربعة التي تقول نظرية الفرضية الوثائقية أنه تتكون منها التوراة، جنبًا إلى جنب مع المصدر اليهوي والمصدر التثنوي والمصدر الكهنوتي. سُمّي هذا المصدر بالإلوهيمي بسبب استخدامه الواسع النطاق لكلمة إلوهيم للإشارة إلى إله إسرائيل.
من بين الأمور التي تُميّز المصدر الإلوهيمي نظرته المجردة للإله الذي تجعله أقل تجسيمًا مما هو عليه في المصدر اليهوي، والإشارة إلى تلقّي موسى الشريعة على جبل حوريب بدلاً من جبل سيناء، واستخدام عبارة "تقوى الإله". عادةً ما يُركّز هذا المصدر مع قصص الآباء في المملكة الشمالية، وخاصة إفرايم، لذا ترى الفرضية الوثائقية أنه لا بد وأنه أُلّف في تلك المنطقة، ربما في النصف الثاني من القرن التاسع قبل الميلاد. وبسبب طبيعته المجزأة للغاية، يشكك معظم العلماء الآن في وجود المصدر الإلوهيمي كمصدر مستقل متماسك. بدلاً من ذلك، يعتقدون أن المصدر الإلوهيمي ما هو إلا أجزاء من روايات سابقة مختلفة دُمجت في المصدر اليهوي.

## خلفية
يتفق العلماء المعاصرون على أن التوراة كُتبت من مصادر منفصلة على يد مؤلفين متعددين، ولكنهم يختلفون بشدة حول كيفية استخدام هذه المصادر لكتابة الأسفار الخمسة الأولى من الكتاب المقدس. هيمنت نظرية الفرضية الوثائقية لفترة طويلة خلال القرن العشرين الميلادي، لكن الإجماع الذي أحاط بهذه الفرضية قد انهار الآن. يميل مؤيدو هذه الفرضية الآن إلى تعديلها بشكل ملحوظ، ليعطي دورًا أكبر بكثير للمنقحين (المحررين)، الذين يُنظر إليهم الآن على أنهم أضافوا الكثير من المواد الخاصة بهم بدلاً من كونهم مجرد جامعين دون إضافة للمصادر. يرى الرافضون لهذه الفرضية أن المصدرين اليهوي والإلوهيمي ما هما إلا مصدر واحد، ويعتقدون أن المصدر الكهنوتي ما هو إلا سلسلة من المراجعات التحريرية لذاك المصدر.
طُرحت نظريات أخرى كبدائل للفرضية الوثائقية مثل نظريات "التجزئة" و"التكميلية". ترى فرضية التجزئة، والتي تظهر بشكل ملحوظ في أعمال رولف ريندتورف وإيرهارد بلوم، أن أسفار موسى الخمسة نمت من خلال التراكم التدريجي للمواد إلى قطع نصية أكبر وأكبر قبل أن تُدمج معًا، أولاً بواسطة كاتب سفر التثنية، ثم بواسطة كاتب المصدر الكهنوتي الذي كُتب في القرن السادس/الخامس قبل الميلاد، الذي أضاف أيضًا مادته الخاصة.
تتجلى الفرضية التكميلية في عمل جون فان سيترز، الذي اعتقد أن المصدر اليهوي (الذي يرى أن كان وثيقة كاملة، عكس وجهة نظر فرضية التجزئة) في القرن السادس قبل الميلاد كمقدمة للتاريخ التثنوي الذي يتناول تاريخ بني إسرائيل من خلال سلسلة من الأسفار بدءً بسفر يشوع حتى سفر الملوك الثاني. أضاف كتبة المصدر الكهنوتي فيما بعد ملحقات للنص، واستمرت هذه التوسعات حتى نهاية القرن الرابع قبل الميلاد.

## الخصائص والتأريخ والنطاق
في المصدر الإلوهيمي، يأتي اسم الإله دائمًا في صورة "إلوهيم" أو "إيل" حتى حادثة كشف الإله عن اسمه لموسى، وبعد ذلك يُشار إلى الإله باسم يهوه. هناك فرضية تقول بأن النص الإلوهيمي أُلّف من خلال جمع القصص والروايات المختلفة المتعلقة بمملكة إسرائيل الشمالية والقبائل المرتبطة بها (دان، ونفتالي، وجاد، وأشير، ويساكر، وزبولون، وأفرايم، ومنسى، وبنيامين)، واللاويين، ونسجها معًا في نص واحد. ويُقال إنه يعكس آراء اللاجئين الشماليين الذين جاءوا إلى مملكة يهوذا بعد سقوط مملكة إسرائيل الشمالية سنة 722 ق.م.
لدى المصدر الإلوهيمي اهتمام خاص بالروايات المتعلقة بمملكة إسرائيل وأبطالها مثل يشوع ويوسف. وتُفضّل نصوص المصدر الإلوهيمي مملكة إسرائيل على مملكة يهوذا، وتتحدث بشكل سلبي عن هارون (على سبيل المثال، في قصة العجل الذهبي). ويؤكد هذا المصدر أيضًا على أهمية سبط أفرايم الذي ينحدر منه يربعام ملك إسرائيل.
يُعتقد أن بعض النصوص المستقلة أُدرجت ضمن المصدر الإلوهيمي مثل قانون العهد، وهو نص قانوني يظهر في الأصحاحات 21-23 من سفر الخروج.